# Боудикка
Бо́удикка (Бо́удика, Бу́дика, кельт. Boudic(c)a, неточная римская передача Боадицея, лат. Boadicea) — жена Прасутага, тигерна зависимого от Рима бриттского племени иценов. 
После смерти мужа римские войска заняли её земли, а император Нерон лишил её титула, царство было аннексировано, земли конфискованы, а имущество описано. Имущество благородных жителей приравнено было к имуществу рабов. Согласно Тациту, Боудикку прилюдно выпороли, а её дочерей изнасиловали, что побудило её возглавить антиримское восстание 61 года.

## История

### Детали биографии
Муж Боудикки Прасутаг был тигерном иценов, населявших земли в районе современного Норфолка на востоке современной Англии. Эти земли фактически не были подконтрольны Риму, поскольку во время завоевания Британии императором Клавдием в 43 году ицены вместе с десятью другими племенами (Прасутаг, вероятно, тогда уже был тигерном) присоединились к его войскам в качестве союзников. В 47 году, во время попытки Публия Остория Скапулы разоружить их, они смогли отстоять своё право на независимость. Прокуратор поручил Прасутагу как царю-клиенту охрану близлежащих морских и речных путей, особенно устьев рек. Прасутаг был старше жены и прожил долгую жизнь. Чтобы сохранить свой род, он наравне с двумя дочерьми сделал сонаследником престола римского императора.
Оставлять независимость союзным царствам было нормальной римской практикой, при условии, что царство завещалось после смерти ныне здравствующего союзного царя римскому императору. Таким образом, например, были присоединены к империи провинции Вифиния и Галатия. Также римские законы позволяли наследование только по мужской линии. Поэтому все попытки Прасутага сохранить на престоле свой род были тщетными. После его смерти царство было аннексировано, земли конфискованы, а имущество описано. Имущество благородных жителей и рабов теперь было одинаково. Согласно Тациту, Боудикку прилюдно выпороли, а её дочерей изнасиловали. Также была изъята в счёт погашения долга казна Прасутага, который был должен очень много денег Сенеке.

### Восстание
В 61 году, когда наместник Гай Светоний Паулин возглавил кампанию на острове Англси (римское название — Мона), который был убежищем для бриттских бунтовщиков и цитаделью друидов, ицены, поддерживаемые многими своими соседями, в том числе и триновантами, подняли восстание (бунт). Их вдохновил пример Арминия, вождя германского племени херусков, в 9 году поднявшего восстание против римлян и изгнавшего их из своих земель. Дион Кассий пишет, что перед началом восстания Боудикка гадала с помощью зайца, отпускаемого от пол платья (это указывает на то, что Боудикка была ещё и жрицей) и принесла жертвы Андрасте — богине победы, которой была посвящена.

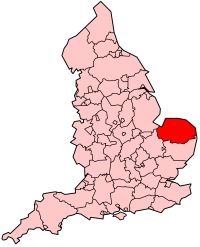
Примерная область расселения иценов на карте современной Англии.

Первой целью восставших был Камулодун (современный Колчестер), бывшая столица триновантов. Город был осаждён. Присланные прокуратором Катом Децинием (впоследствии сменённым Гаем Юлием Альпином Классицианом) по просьбе осаждённых войска в количестве двухсот ополченцев были легко разбиты. В течение двух дней город пал и, по данным археологов, был методично снесён. Квинт Петиллий Цериал, будущий наместник Британии, а тогда командующий IX легионом, попытался отбить город, но был разгромлен и вынужден бежать в Галлию.
Узнав о восстании, Гай Светоний поспешил на защиту провинции. Его целью было защитить заложенный римлянами в 43 году Лондиний (современный Лондон). Однако, видя, что подготовиться к осаде он не успеет, и помня о поражении Петиллия, он решил оставить город, чтобы спасти остальное. Лондиний был оставлен на милость восставших, которые сожгли город дотла (на раскопках в слое того времени были обнаружены оплавленные монеты, а сам культурный слой того времени был под слоем пепла), разграбили его и вырезали всех, кто не ушёл с римлянами.
Следующим разрушенным городом был Веруламий (современный Сент-Олбанс). В трёх городах было убито около 17 000 человек. Пленных не брали. Дион Кассий детально описывает события, говоря, что простых людей вешали, резали, сжигали, сажали на кол, распинали на крестах, а благородных, особенно женщин, убивали жестокими способами, принося их в жертву богине Андрасте.
Также, судя по археологическим раскопкам, войсками Боудикки был разрушен город Каллева (современный Силчестер).

### Подавление восстания
Светоний сгруппировал свои силы в Уэст-Мидлендс. С флангов позиции были окружены лесом. Его силы насчитывали более 10 000 человек, среди которых были XIV легион, вексилларии XX легиона и множество ополченцев. Однако войска Боудикки во много раз превосходили силы Светония и насчитывали, по разным оценкам, от 80 000 до 230 000 человек.
Тацит пишет, что Боудикка управляла своими войсками с колесницы, и приписывает ей речь, в которой она просила считать себя не благородной царицей, которая мстит за потерянное царство, а обычной женщиной, мстящей за отнятую свободу, за своё избитое плетьми тело, за поруганное целомудрие дочерей. Боги были на их стороне, один легион, решившийся противостоять им, они уже разбили, разобьют и другие. Она, женщина, скорее готова была умереть, чем жить рабыней, и к тому же призывала своих людей.
Однако римляне, более умелые в открытых сражениях, противопоставили числу умение. В начале сражения римляне обрушили на бриттов, рвавшихся к их рядам, тысячи дротиков. Те римские солдаты, которые избавились уже от дротиков, плотными фалангами разбивали вторую волну бриттского наступления. После этого фаланги были построены клиньями, которые с фронта ударили по бриттам. Не выдержав натиска, бритты побежали, однако путь к отступлению был закрыт обозом с их семьями. Там, у обозов, римляне настигли противника и устроили беспощадную резню.
Тацит пишет, что увидев поражение, Боудикка приняла яд чёрного болиголова. Согласно Диону Кассию, она заболела после поражения и вскоре умерла. По обоим источникам, похороны её были богатыми.
Вскоре после финальной битвы пришло подкрепление в виде легионов, переброшенных из провинции Верхняя Германия. Были применены жёсткие меры по отношению к враждебно настроенным племенам, и бриттов принудили к миру.

## Этимология имени
До последнего десятилетия XX века имя этой царицы чаще всего произносили как «Боадицея». Это связано с тем, что под ним она фигурирует у Тацита (Boadicea, Boudicea). У Диона Кассия приведена греческая форма имени — Βουδουικα, Βουνδουικα или Βοδουικα.
Скорее всего, имя её происходит от кельтского слова bouda — победа. Слово boudīko значило у кельтов «победоносный». Похожие имена существовали в Лузитании — написание Boudica, в Бордо — Boudiga. У галлов была богиня Boudiga, которая видимо была богиней победы, военной удачи. В настоящее время считается правильным произношение этого имени как Боудикка (по правилам валлийского и ирландского языков).

## Почитание

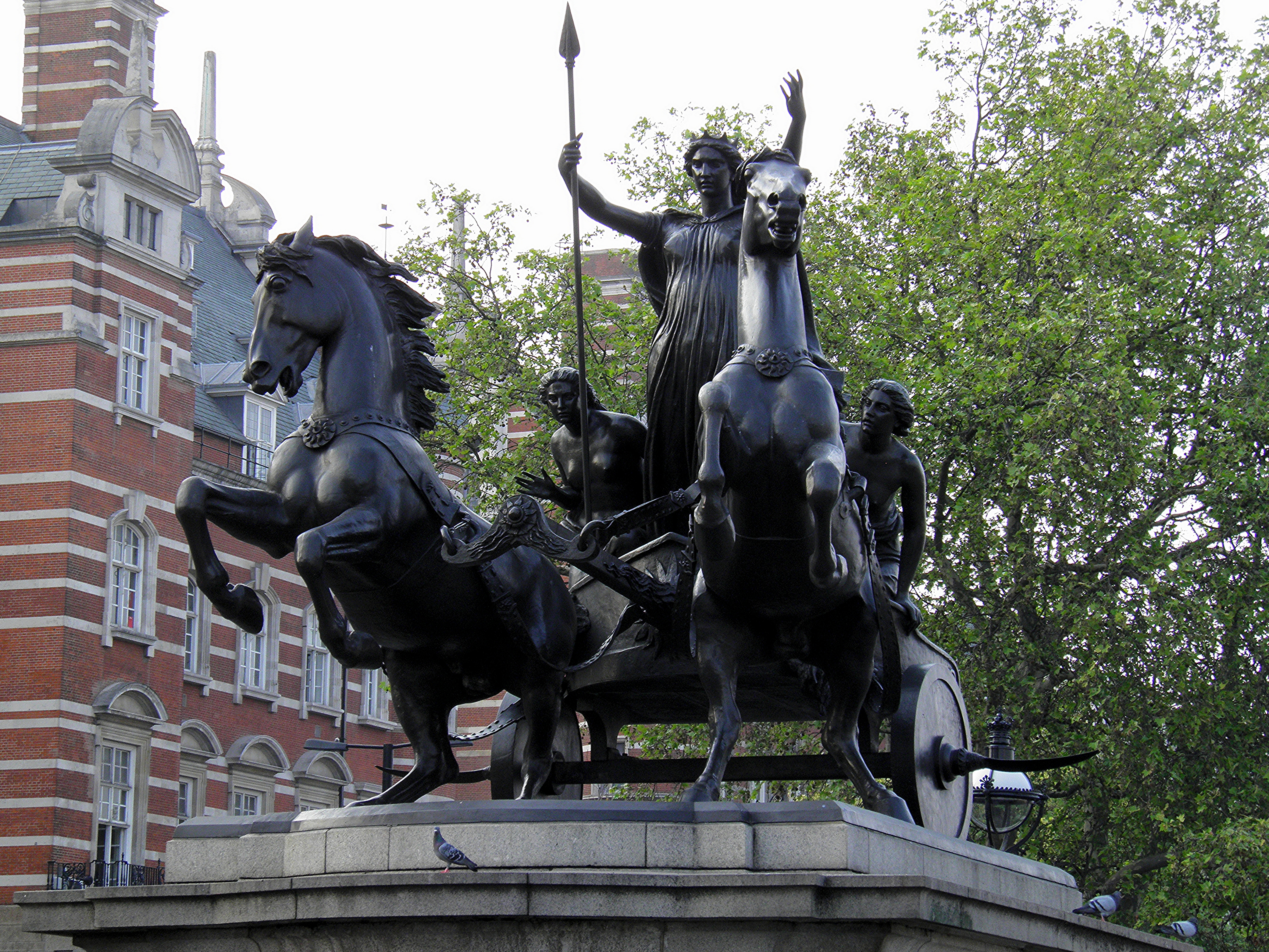
Томас Торникрофт. Боадицея и её дочери (1902). Вестминстер

Фигура Боудикки была окружена своеобразным романтическим культом при английских королевах Елизавете и Виктории — не в последнюю очередь потому, что её имя значит «победа» (как и имя Виктория). В викторианский период появляются многочисленные скульптурные изображения свободолюбивой предводительницы иценов.
Парадокс состоит в том, что образ «туземной» воительницы, которая принесла себя в жертву борьбе с величайшей империей своего времени, был переосмыслен как символ Британской империи — крупнейшей империи в истории человечества.

## В кино
- «Боудикка» (2003), в главной роли Алекс Кингстон.
- «Будика: Королева воинов» (2023), в главной роли Ольга Куриленко.

## Комментарии
1. ↑  Приблизительное значение титула — вождь клана[1].